# Ansonia (Ohio)
Ansonia es una villa ubicada en el condado de Darke en el estado estadounidense de Ohio. En el Censo de 2010 tenía una población de 1174 habitantes y una densidad poblacional de 562,39 personas por km².

## Geografía
Ansonia se encuentra ubicada en las coordenadas 40°12′51″N 84°38′3″O / 40.21417, -84.63417. Según la Oficina del Censo de los Estados Unidos, Ansonia tiene una superficie total de 2.09 km², de la cual 2.03 km² corresponden a tierra firme y (2.61%) 0.05 km² es agua.

## Demografía
Según el censo de 2010, había 1174 personas residiendo en Ansonia. La densidad de población era de 562,39 hab./km². De los 1174 habitantes, Ansonia estaba compuesto por el 98.81% blancos, el 0% eran afroamericanos, el 0.26% eran amerindios, el 0.17% eran asiáticos, el 0% eran isleños del Pacífico, el 0.17% eran de otras razas y el 0.6% pertenecían a dos o más razas. Del total de la población el 1.62% eran hispanos o latinos de cualquier raza.